# 香山天后宮
香山天后宮是一座位於臺灣新竹市香山區的媽祖廟，是香山漁民與郊商的信仰中心。現存建築於大正十一年（1922年）由王媽成等信徒發起重建。2004年公告為新竹市歷史建築。

## 歷史

### 沿革
清代由於竹塹港經常淤塞，故乾隆年間於南側另闢新港，原有的港口就以「舊港」稱之。嘉慶十二年（1807年）新港又淤塞，故重開舊港，然此時港口已不穩定，道光二十年（1840年）大型船隻已無法進入。於是至道光五年（1825年）開闢香山為港口:49，因其位置接近福州府，而成為重要的貨物集散中心。
香山當地居民多由泉州府移民而來，信仰天上聖母。康熙二十二年（1683年）來往臺灣與福建的商旅，自興化府莆田縣湄洲媽祖祖廟奉來天上聖母神像、大銅鐘與香爐。乾隆三十五年（1770年）於現址建立天后宮:174:784。道光五年（1825年）重建:418。光緒二年（1876年）再由生員林秀春與蔡福益等人同地方人士商議重建，北門鄭家出資甚多:784。另郊商金長和亦奉獻「靈昭海國」匾一方（現仍懸掛於正殿中）:418。此時的祭祀圈除香山地區之外，還廣及至新竹街一帶，後因南寮富美宮興起，至1960年代祭祀圈縮減至香山鄉全境，目前祭祀範圍僅限於朝山里。:51、52
日治時期廟宇被充當香山警察分署。後因木造結構年久失修，且由於海岸海風強勁，加速石雕風化:174。因此於大正十一年（1922年）王媽成等信徒發起募捐重修天后宮，十二年（1923年）底竣工，十三年（1924年）舉行落成建醮祭典:175。昭和十三年（1938年）當局發動皇民化運動，神像與香爐皆被破壞，大銅鐘也被融化重鑄武器，戰後才重新添置:784。1946年寄奉於新竹長和宮的軟身天上聖母神像，安奉至香山天后宮，並新塑鎮殿天上聖母與千里眼與順風耳神像，1979年再度整修。
1979年天后宮曾列為暫定古蹟。1984年行政院文化建設委員會一處處長劉立民會同歷史學者林衡道，勘察新竹市內香山天后宮、鄭氏家廟與長和宮等十處暫定古蹟，林衡道表示新竹市原為北臺灣的重要城市，古蹟數量很多，臺灣省政府與中華民國中央政府各級單位應該多加重視維護。
後因整修期間建築經改動，且原地磚遭更換，故最終未指定:174。1992年進行全殿彩繪，由林彭傳施作。2004年3月3日公告為新竹市歷史建築。

### 軼事

###### 病癒成立功德會
1988年信徒劉明仁罹患腦血管病變，四處求醫病情並無好轉，病重之際夢見天上聖母指點「行善渡疾厄」，從此開始默默行善，不出兩年病情好轉。於是1992年開始籌組新竹市媽祖功德會，但向新竹市政府申請立案時，名稱中的「媽祖」被認為是宗教名稱，應屬新竹市政府民政處管轄；而「功德」卻又是團體稱呼，應歸新竹市政府社會處管理。至1994年7月終獲准成立，劉明仁任首任理事長，在香山天后宮前廣場舉辦首次的會員聯誼大會。

###### 綠牡蠣事件
香山綠牡蠣事件爆發後，2001年香山區美山里一名73歲蚵農在香山天后宮前吃生牡蠣，抗議衛生單位遲遲未公告養殖類水產的重金屬含量標準；同時新竹市選舉區立法委員張蔡美邀有關單位至香山天后宮前，舉辦牡蠣致癌真相探討公聽會，現場業者揚言向行政院國家科學委員會索取賠償。

## 建築
香山天后宮建築平面格局採二進三間閩南式廟宇，座東偏北朝西北，早年臨海濱，因此廟埕外圍尚留有防波堤，後因開闢西濱快速道路，海岸往外推出許多。三川殿入口以一字型展開，中港間約小港間寬兩倍，除展現主從關係，在美學上也有較佳之效果。正門兩側為抱鼓石鼓石，不若其他廟以石獅子為座，係因主神為媽祖，以顯現媽祖宮廟貌之特色。前後共用三柱，為一般小型傳統建築常見之構造形式。
其占地約400坪:176。龍、虎邊門兩側置門枕石。正門門神為秦瓊與尉遲恭；龍邊門門神為宦官，手持牡丹與香爐；虎邊門門神為宮女，手持仙桃與茶壺:176。三川殿內部作二通二瓜，內側點金柱柱頭為木雕蓮花座。正殿作三通四瓜，步口廊作捲棚，點金柱柱頭由內而外依序為石雕蓮花座與芼茛葉。正殿內奉祀六尊天上聖母神像，分別為湄洲媽、大媽、二媽、三媽與民間敬獻的兩尊神像；供桌奉祀中壇太子神像，左右各為千里眼與順風耳:784；另配祀土地公、註生娘娘與玄天仙師。屋頂懸掛「后德配天」與「靈昭海國」匾:176。中庭加設頂棚，頂棚下置天公爐，左右過水廊各懸掛大鼓與銅鐘，有「敲鐘雷鼓」之意，初一、十五祭典敲奏時以示慶賀:784。農曆三月二十三日媽祖誕辰時舉行例祭。

## 附註
1. ↑  清代新竹地區郊商多使用位於淡水廳城北門外的竹塹港作為卸貨碼頭，由33個船頭行組成船頭行會，又分老、中、新三個水郊會（又稱抽分會）。[5]:174
2. ↑  祭祀圈指以一個主祭神為中心、信徒共同舉行祭祀所屬之地域單位，其成員則以主祭神名義下之財產所屬的地域範圍內住民為限。[3]:31、32
3. ↑  中港間於廟宇中又稱「中宮」，通稱「明間」，指建築物中央的開間，通常面寬較寬，在寺廟中為供奉主神之處。[10]:61
4. ↑  小港間又稱「次孔」，通稱「次間」，指中港間左右的開間。[10]:61

## 外部連結
- 香山天后宮的Facebook專頁

24°46′09″N 120°54′52″E / 24.769291°N 120.914437°E